# 鎌倉街道

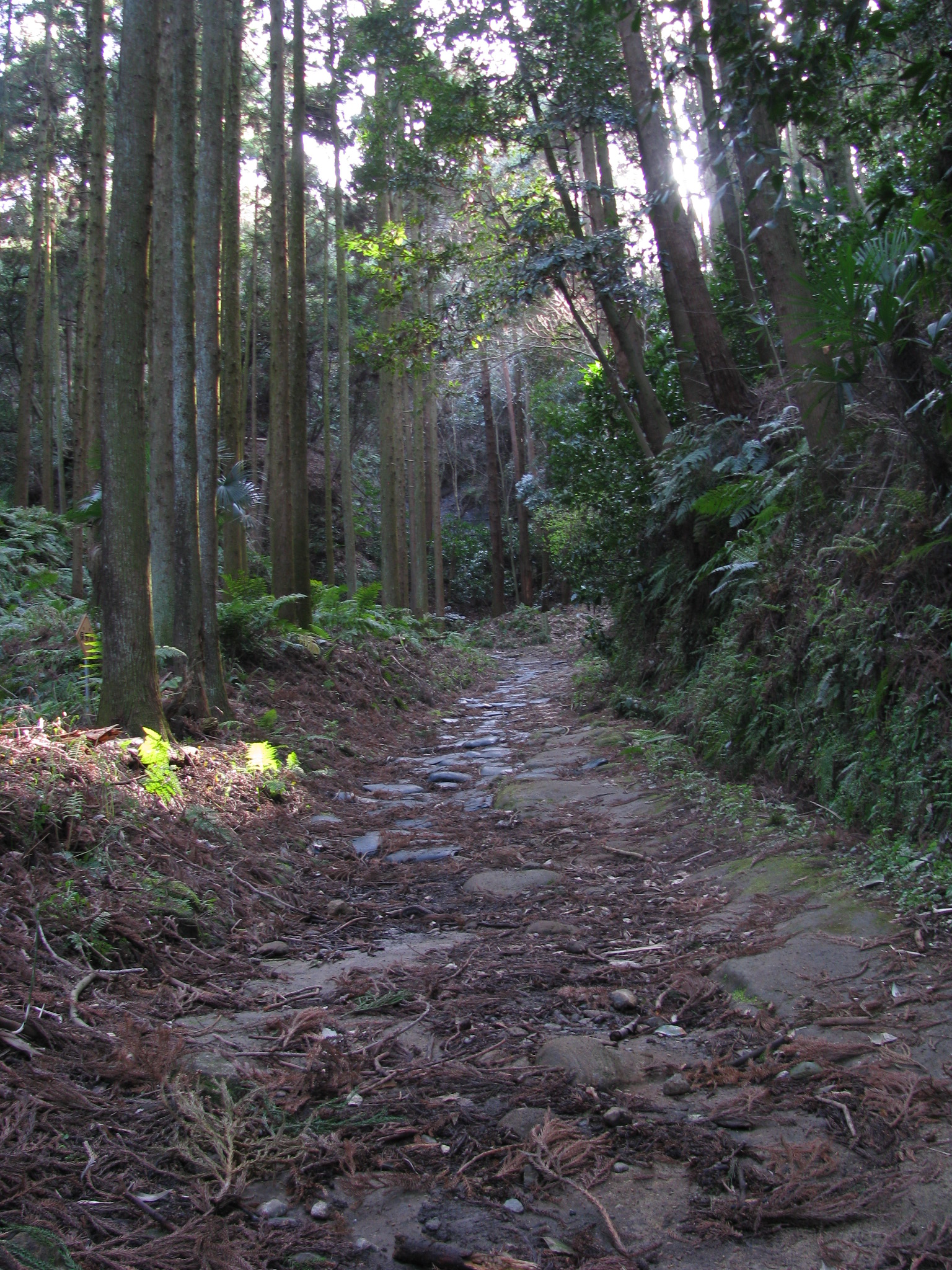
鎌倉街道の趣を残す朝比奈切通し付近。

鎌倉街道（かまくらかいどう）は、鎌倉と各地とを結ぶ道路の総称。特に鎌倉時代に鎌倉政庁が置かれた鎌倉と各地とを結んでいた古道を指す。
これについては鎌倉往還（かまくらおうかん）や鎌倉道（かまくらみち）とも呼ばれ、また鎌倉海道（かまくらかいどう）とも書く。一方で、現況の道路で「鎌倉街道」や「かまくらみち」と通称される路線も存在する。

## 古道・鎌倉街道
古道としての鎌倉街道とは、鎌倉時代に幕府が置かれた鎌倉と各地とを結んだ道路網を指す。鎌倉時代の関東近郊の主要道の意として用いられる。
1192年、源頼朝が鎌倉に幕府を開くと、支配力強化のために鎌倉を中心に東国の各地域を結ぶ新たな道路整備に力を注ぎ、次々と放射状に延びる道路網が建設された。東国15カ国の御家人が番役として幕府に順番に奉仕したため、おおむねその範囲にわたる。それだけではなく、古代朝廷では十分支配が及ばなかった東北地方や蝦夷地まで交通圏が拡大したことや、西は越中、飛騨、信州から東国を経て鎌倉に向かう道筋が何本か明らかになっており、鎌倉街道あるいは鎌倉道と呼ばれる道はかなり広範囲に数多くあったとみられている。
鎌倉街道は、律令時代の官道（五畿七道）に比べ、幅が不揃いで、曲がりが多く、複線の区間も少なくなかった。古道研究の専門家は、各地の武家や寺社が作った道を利用したためと説明している。また、鎌倉街道だったと言い伝えられながら、鎌倉街道の他区間とつながらない道がある。その理由として、鎌倉街道という言葉が使われるようになった江戸時代には、地元の道を、鎌倉街道だったと言い伝えるようになったことによると推測する研究者もいる。
鎌倉街道の幹線道は、五畿七道とほぼ同じく、全国の国府を通り、街道沿いに守護所も置かれたが、その数はごく限られていた。特によく知られるのが、上道（かみつみち、かみのみち）・中道（なかつみち、なかのみち）・下道（しもつみち、しものみち）とよばれる関東地方を中心に広がる主要な幹線道3本で、さらに支線も加わり、現在でも鎌倉街道の名を残すところも多い。鎌倉から武蔵、上野の国府を通り、碓氷峠を越えて信濃へ行く道（上道）、東海道筋をたどる京鎌倉往還、鎌倉から甲斐とを結ぶ道（御坂路、甲州鎌倉道）、下野の国府を通って白河関を越える道（中道）、常陸の国府を通って勿来関を越えて奥州へ行く道（下道）などがあった。御坂路については、甲斐路（御坂路）の項目を参照。
一方で、鎌倉街道の呼び名が一般的に用いられるようになったのは江戸時代以降で、鎌倉時代に書かれた鎌倉政庁自らの記録である『吾妻鏡』をはじめ、当時の諸文献に「鎌倉街道」の呼び名は見られず、江戸時代の書物である『新編武蔵風土記稿』や『江戸名所図会』（江戸名所圖會）などに鎌倉街道が散見されている。
軍事道路としての側面は、鎌倉時代初期に頼朝が、鎌倉から大軍を率いて奥州平泉の藤原氏を滅ぼした奥州征伐の際に使用した。この他は幕府が実際に軍事目的で使用したという記録は多くない。元弘三年（1333年）の鎌倉幕府滅亡時、朝廷方の新田義貞が上道を通って鎌倉に侵攻した時に逆に利用された。

### 吾妻鏡
『吾妻鏡』で「鎌倉との往還道」という意味で用いられている道路名には以下のようなものがある。
1. 京や駿河・遠江と鎌倉の間を繋ぐ東海道（さらに古代と同様に鎌倉より下総・常陸へ至る道も含まれる）
2. 鎌倉から丸子の渡しを通過し武蔵東部や下野に向かう中路
3. さらに中路を経て奥州に向かう奥大道
4. 鎌倉から関戸の渡しを通過し武蔵西部や上州に向かう下道
5. 下道からさらに信濃・越後に向かう北陸道
6. 鎌倉と下野足利荘とを繋ぐ経路上の道である武蔵大路（経路不明ながら上記の下道および古代の東山道武蔵路と重なる）

以下に、『吾妻鏡』に記述のある道路名について解説する。なお、東海道と北陸道については各項目を参照のこと。

#### 東海道
『吾妻鏡』の文治5年7月17日の条に、奥州征伐へ向かう「東海道大将軍である千葉常胤と八田知家は、一族と常陸国および下総国の諸氏を率いて宇大、行方を経て岩城、岩崎を廻り遇隈河を渡り大手軍（頼朝軍）と合流すること」とある。常陸国（東海道）からは北へ奥州への連絡道が古代より存在した。

#### 中路および奥大道
『吾妻鏡』の文治5年7月17日の条に、奥州征伐へ向かう源頼朝率いる大手軍が中路より御下向されると記述されている。鎌倉を7月19日に発向した頼朝軍は北上し、武蔵国東部を通り、7月25日に宇都宮（古多橋驛）に到着、7月26日に宇都宮を発ち7月28日に新渡戸驛に到着、翌7月29日に白河関に至っている。
同じく『吾妻鏡』には、奥州平定後の記述として奥大道の文字も見え、建長8年6月2日の条に、奥大道に夜盗が出没して往来する旅人が困っているため、沿線の地頭等に警固するよう申し付けたとあり、その地頭等としての24名を挙げている。
これら地頭等の所領に相当する現代の自治体名は、鎌倉側から並べると、
- 神奈川県川崎市中原区上平間および幸区下平間（平間江地頭）[24][22][25][26][21]
- 東京都足立区宮城（宮城右衛門尉）[26]
- 足立区伊興 （伊古宇又次郎）[21]
- 埼玉県川口市本郷（矢古宇右衛門次郎：武蔵国矢古宇郷[注釈 6][注釈 7]）[25][26][29]
- 川口市鳩ヶ谷地区（鳩井兵衛尉跡）[注釈 8][25][26][29][21]
- 草加市谷塚町
- さいたま市岩槻区（旧町名：渋江町）（渋江太郎兵衛尉：渋江郷）[25][26][29][21]
- 久喜市上清久・下清久・清久町（清久右衛門次郎：太田庄清久）[25][26][29][21]
- 栃木県小山市（小山出羽前司）[26]
- 下野市薬師寺（阿波前司:薬師寺朝村）[25][26]
- 河内郡上三川町多功
- 下野市児山（宇都宮五郎兵衛尉）[26]
- 宇都宮市田川西岸の市街部（宇都宮下野前司）[26][注釈 9]
- さくら市氏家（氏家余三跡）[25][26][21]
- さくら市喜連川地区（周防五郎兵衛尉）[26]
- 矢板市川崎反町
- 大田原市福原（旧佐久山町）（福原小太郎）[25][26]
- 大田原市黒羽（那須肥前々司）[26]
- 那須郡那須町芦野[注釈 10]（芦野地頭）[25][26]

となる。
これらは鎌倉から白河まで一本の街道を成していたかどうか確定できないが、武蔵国東部（岩槻）と下野国（小山）とを通過し南北に貫く概ね最短距離の道筋をなしており、後世の日光御成道（江戸から北上）とも重なっている。律令時代には記録が見えないこの交通路が平安時代（もしくはそれ以前か）の何時頃成立したかは不明である。
この道筋は、鎌倉から北上し、丸子もしくは二子付近で多摩川を渡り、複数の経路があったが（赤坂付近を経由するなど）、赤羽へ進み、岩淵・川口で旧入間川（現在の荒川）を渡り、鳩ヶ谷で旧芝川を渡り、岩槻で元荒川を渡り、高野の渡しで旧利根川を渡り、現在の幸手市中心部を通過し北東へ進み、房川渡しで旧渡良瀬川（権現堂川）を五霞町元栗橋へ渡る。そこからは太平洋と東京湾との分水嶺となる丘陵地を北上し、現在の茨城県古河市を経て、小山へ向けて北上した。
以前は通行困難だった旧利根川および旧渡良瀬川を渡る区間は鎌倉時代初期までには通行可能となっていたが、後世に至るまで河川氾濫により度々途絶した。道筋が通る高野砂丘（旧利根川東岸）の地下には鎌倉時代前期に自然堤防を補強した古堤防と考えられる盛土が発掘により見つかっている。
旧渡良瀬川を渡る経路には、他の説もあり、史料で「固古我」と呼ばれた渡しは、元栗橋を経由する房川渡しではなく、向古河（埼玉県加須市）から古河船渡町（茨城県古河市）への間で渡良瀬川を渡ったとする。これは中道本道からの支道を指すとの考えも示されている（八甫・高柳（久喜市）を通過し北上し北川辺に入る）。

#### 下道および北陸道
『吾妻鏡』の文治5年7月17日の条に、奥州征伐の北陸道大将軍の比企能員および宇佐美実政などが、「鎌倉から下道を経て上野国高山、小林、大胡、左貫の住人を集め越後国から出羽国に出る」と記述されている。

#### 武蔵大路
『吾妻鏡』の養和元年9月16日の条に、下野国足利庄の桐生六郎が幕府の命により追討の命が下された主人の藤原俊綱の首を取って、武蔵大路よりその首を持参したとある。
鎌倉の北西にある扇谷地区から源氏山を西へ、梶原谷から藤沢に抜ける道は、かつて「武蔵大路」と呼ばれ、鎌倉街道最大の道筋であった。境川に沿い町田市、多摩市、（武蔵）国府の府中を過ぎて、群馬県、栃木県の北関東へ続いていた。

### 宴曲抄
鎌倉時代に編まれた『宴曲抄』の中の歌謡「善光寺修行」には道中の地名が織りこまれており、『吾妻鏡』でいう下道の経路と推定される。
由比の浜（鎌倉市由比ヶ浜） - 常葉山（鎌倉市常盤） - 村岡（藤沢市村岡地区） - 柄沢（藤沢市柄沢付近） - 飯田（横浜市泉区上飯田町・下飯田町付近） - 井出の沢（町田市本町田） - 小山田の里（町田市小野路町） - 霞ノ関（多摩市関戸） - 恋が窪（恋ヶ窪村、国分寺市の東恋ヶ窪及び西恋ヶ窪） - 久米川（東村山市と所沢市との境付近、久米川宿（東村山市久米川町付近）） - 武蔵野（所沢市一帯の地域） - 堀兼（狭山市堀兼） - 三ツ木（狭山市東三ツ木） - 入間川（狭山市を流れる入間川で右岸に宿（入間川宿）があった） - 苦林（毛呂山町越辺川南岸の苦林宿） - もりと（坂戸市大字森戸） - 大蔵（嵐山町大蔵） - 槻川（嵐山町菅谷の南を流れる川） - 比企が原（嵐山町菅谷周辺） - 奈良梨（小川町大字奈良梨） - 荒川（寄居町の荒川） - 見馴川（現在の小山川） - 見馴の渡（見馴川の渡） - 児玉（本庄市児玉町児玉） - 雉が岡（本庄市児玉町八幡山） - 鏑川（藤岡市と高崎市の境を流れる） - 山名（高崎市山名町） - 倉賀野（高崎市倉賀野町） - 衣沢（高崎市寺尾町） - 指出（高崎市石原町付近） - 豊岡（高崎市の上・中・下豊岡町） - 板鼻（安中市板鼻） - 松井田（安中市松井田町松井田） - 臼井山（碓氷峠） - 離山 (軽井沢町の離山） - 浅間（軽井沢町追分宿） - しのの目（小諸市東雲） - 日影（小諸市御影新田） - 望月（佐久市望月宿）- 布引（布引観音） - 海野（東御市海野宿）- 白鳥（東御市白鳥神社）- 岩下（上田市岩下）- 塩尻（上田市塩尻）- 坂木（坂城町） - 力石の渡し（笄の渡し） - 佐良科（千曲市稲荷山）- 姨捨（姨捨山の麓長谷寺付近)　- 筑摩（千曲川） - 篠の井（長野市篠ノ井布施） - 今井神社（長野市川中島町今井） - 川中島（長野市川中島町四ッ屋） - 犀川（小市の渡し（小市橋）） - 安茂里（長野市安茂里） - 山王（長野市南長野北石堂町） - 後町（長野市長野東後町、長野市南長野西後町） - 善光寺 - 吉田大銀杏（長野市吉田） - 稲積一里塚（長野市稲田） - 多古（長野市三才） - 吉一里塚（長野市吉） - 黒川（飯綱町黒川） - 沼辺（野尻湖） - 関川（妙高市関川） - 新井（妙高市新井） - 越後国府

### 南向茶話
江戸時代の寛延4年に酒井忠昌により著された『南向茶話』によると、「王子村の脇に谷村という所があり、畑道の間道が昔の当国の往還道であったため鎌倉海道と呼び伝えられているそうですね」と問われたとあり、これに対し、下記のように答えたとある：
そのとおりです。私（酒井忠昌）もそう聞いています。この谷村という所ではそのように呼ばれており、畑道も鎌倉海道と呼ばれています。谷村の古老の方に拠れば、当国の方には池沼が多くぬかるみの土地柄のため、現在の青山百人町の西北の方、原宿という所を経て、千駄ケ谷八幡の前（この土地では今も地名の小名として「鎌倉海道」と呼んでいる）、大窪を過ぎ、高田馬場より雜司ケ谷法明寺の脇を通り、護国寺の後ろを通り、現在の中山道を横切り、谷村、滝野川村を経て、豊島村より千住の方へ向かうのが、いにしえの道筋です、とのことです。この説を考察するに、その間の道筋に三箇所も旧名鎌倉海道が残っていることから、何の根拠も無いことではありません。現在の青山百人町から真っ直ぐに相模国の小田原への往還道を俗に中道と呼び、東海道より二里近く、日本橋より相州小田原まで十八里であり、･･･（後略）

### 御府内備考
江戸時代の文政年間に江戸幕府により編纂された御府内の地誌で『御府内備考』の「四十八 関口」には、「関口村」の総説として鎌倉街道の記述がある。これによると、「関口村は小石川、小日向、牛込等に隣接し、地名の起源は不明であるが、この西に宿坂という地名があり、そこは昔鎌倉街道が通り宿坂の関と言った」とされ、この鎌倉街道とは『吾妻鏡』でいう中路、奥大道と推定される。

### 江戸名所図会
江戸時代の天保年間に刊行された『江戸名所図会』の「十三」には、「堀兼の井戸」の説明文として鎌倉街道の記述がある。これによると、「堀兼の井戸は河越の南、堀兼村にあり、浅間宮の傍にあるため浅間堀兼と称されている。浅間宮の前の道は、古の鎌倉街道で、上州信州への往還道である」とされ、『吾妻鏡』でいう下道と推定される。鎌倉街道上道の支道、堀兼道と呼ばれている。
また、「九」には、「千駄ヶ谷八幡宮」（鳩森八幡神社）の説明文として、「南向亭云く」と前述南向茶話を引用し、八幡宮前の道は鎌倉街道の旧跡である、と記述している。
「六」には、「鼻缼地蔵（鼻欠地蔵）」（横浜市金沢区大道二丁目）について「鎌倉道沿いにある」と記述している。朝夷奈切通を越え、金沢へ向かう鎌倉街道下道に該当する。
「十二」には、「大鏡山南蔵院」（豊島区高田）の説明文として、「昔鎌倉街道の通路なりとて、鎌倉街道の楓樹と號くるもの、今その境内に存せり。」と記述がある。

### 上道・中道・下道
鎌倉街道という言葉は江戸時代の文化・文政年間に江戸幕府により編纂された江戸および周辺地の地誌に頻用されており、江戸時代に江戸周辺の住民が鎌倉街道と口伝する道があったことが分かっている。
現在、「鎌倉街道には上道・中道・下道という3つの主要道があった」とされることが多いが、これらの言葉の由来については定かではない。「中道」については『吾妻鏡』にも「中路」の記述があり、これが語源となったと推定されている。一方、現在「上道」「下道」とされるルートは『吾妻鏡』ではそれぞれ「下道」「東海道」に相当し、同書の記述とは相違している。「鎌倉街道・上道」は、江戸時代に上洛の道（上道）の一道であった中仙道（木曾街道）と並行しており、いつしか両者が混同し、従来の下道が「鎌倉街道・上道」と呼ばれるようになったとの推定がある。また、奈良の道に上道・中道・下道があったことから、鎌倉街道についても同じように呼ばれるようになった、との説がある。阿部正道は律令国名と同様に都に近い方から上中下と呼ぶ　慣習によるものとしている。
以下に現在、鎌倉街道「上道・中道・下道」とされているルートを記す。

#### 鎌倉街道上道
鎌倉街道上道として定説化しているのは、鎌倉から武蔵西部を経て上州に至る古道で、鎌倉 - 化粧坂 - 瀬谷 - 本町田 - 小野路 - 府中 - 所沢 - 入間 - 笛吹峠 - 奈良梨 - 山名 - 高崎のルートである。武蔵国府付近は、東芝府中工場 - 分倍 - 中河原へ抜けるルートとなっている。
『吾妻鏡』には「上道」の記述は無く、現在の鎌倉街道上道は『吾妻鏡』に下道として記録されているものに近い。
上道のルートは、古代律令時代の駅路で、奈良時代に廃絶した東山道武蔵路と似通った道筋を通っているが、おおよそ近くを通るだけで完全に一致するところはないとみられている。また、所沢以南は東山道武蔵路とほぼ一致しているものの、その北側は平安時代後期の有力武士団で後に鎌倉幕府の御家人として編成される秩父氏や児玉氏の拠点がある武蔵国の比企郡や児玉郡、上野国の多胡郡を通るように付け替えられた道であるとする見方もある。当時、秩父氏・児玉氏・相模国の三浦氏は婚姻関係で結ばれ、鎌倉幕府成立以前から相互の交通が盛んであったとみられている。

#### 鎌倉街道中道
鎌倉街道中道と呼ばれているのは、鎌倉から武蔵国東部を経て下野国に至る古道で、『吾妻鏡』にある中路を基に造られた道であると考えられている。
経路については、大手中路の鎌倉口として推定されているのが巨福呂坂や亀ヶ谷坂であるが、当時はこれらの道が整備されていなかった可能性もあるとし、奥州藤原氏の怨霊を鎮めるべく頼朝が建立した永福寺の位置などから、二階堂から天園に抜けるハイキングコースを推定する説もある。
鎌倉から出たのちは、戸塚方面に向かい、中山、荏田を経て二子へ続き、二子からは渋谷（金王八幡宮付近）・赤坂を経由と、中野を経由との二つのルートに分かれ、赤羽・岩淵で合流して旧入間川（現荒川）を対岸の川口に渡り、岩槻を経て高野渡しで古利根川を渡り、幸手市北東部の房川渡しで旧渡良瀬川を渡り、元栗橋から北上し現在の古河市辺見付近から古河へ入り、小山、宇都宮、さらには白河関から奥州へ至ったと考えられている。荏田・二子間については矢倉沢往還と同じルートとなる。
渋谷を経由するルートは、前述『南向茶話』の鎌倉海道についての記述と、原宿 - 千駄ケ谷 - 大久保 - 高田馬場 - 雑司が谷  - 中山道 - 滝野川で重なり、前述『御府内備考』の「宿坂の関」跡を経由する。また、このルート上の陸上自衛隊十条駐屯地内に、鎌倉街道中道に比定される道路跡が発掘された（十条久保遺跡道路遺構）。
『吾妻鏡』によると、仁治元年（1240年）10月10日に執権北条泰時が中の道の新道である「山内道路」を建設するよう指示していて、神奈川県横浜市栄区笠間2丁目の笠間中央公園遺跡にて発掘された中世道路がこの「山内道路」の一部と考えられるという。

#### 鎌倉街道下道
鎌倉街道下道とされている道筋には、鎌倉から朝夷奈切通を通って東へ出る説があり、東京湾沿いを北上し丸子の渡し付近へ向かう。
他に、中道と同じく巨福呂坂から鎌倉を出る説があり、日限地蔵（横浜市港南区日限山）付近で中道から分岐し、弘明寺、綱島、駒が橋（横浜市港北区下田町）、丸子の渡しへと進む。
丸子より先は、平安時代の古東海道と同じく、品川、江戸、浅草と北上し、松戸・柏・土浦・常陸国府へ続き、さらに奥州へ進むと考えられている。
江戸からは分岐があり、赤羽・岩淵へ向かい、中道へ合流した。
阿部正道は朝夷奈切通から金沢より房総半島に渡る道筋を六浦道としている。

### 京鎌倉往還
京鎌倉往還は、極楽寺坂より腰越、片瀬を通り、相模から駿河へは足柄路または箱根路を越え、遠江、三河、尾張、美濃を通り不破関跡を越えて琵琶湖畔を経て京都粟田口に達する。
極楽寺坂は鎌倉時代初期には無く、それ以前は古東海道がもとになった稲村ヶ崎回りの路をとっていた。
片瀬からは、鎌倉時代には固瀬駅より砥上渡しで片瀬川を渡り、西進して引地川を渡り現在の辻堂に入っていたが、室町時代に遊行寺の門前町が構成されるとそちらに回るようになり、古道は消失した。
足柄路は、古代東海道の坂本駅（さかもとのうまや）とされる関本宿（南足柄市関本）から狩川沿いに進み、足柄峠を越えて駿河に入り竹ノ下宿（小山町竹之下）で甲斐に向かう御坂路と分岐し、黄瀬川沿いに南下して黄瀬川宿（沼津市大岡）に至る。相模湾側からは、酒匂宿（小田原市酒匂）から北上し、小田原市鴨宮を経て、同市飯泉もしくは同市桑原から酒匂川を渡り、南足柄市岩原から狩川沿いに進み関本宿に至った、と考えられている。
箱根路は、湯本から湯坂道により芦之湯（箱根町）へ、さらに芦ノ湖畔の葦河宿、箱根外輪山を越えて、元山中（三島市川原ケ谷）を経由する「平安鎌倉古道」により三島へ、さらに駿河車返（沼津市）へと至る。
鎌倉時代初期には足柄路が利用され、次第に箱根路が使われるようになった。
『吾妻鏡』の建長4年（1252年）3月19日の条から、宗尊親王の鎌倉入りの経由地が記述されている。それによると経由地は
3月19日、六波羅を出て、昼、野路（草津市野路、旧老上村）駅、夜、鏡（竜王町大字鏡、旧鏡山村）駅。
20日、昼、四十九院（豊郷町四十九院）、夜、箕浦（米原市箕浦、旧息長村）。
21日、昼、野上（関ケ原町野上、旧相川村）。
22日、昼、黒田（一宮市木曽川町黒田、旧木曽川町）、夜、萱津（あま市下萱津、旧萱津村）。
23日、昼、鳴海（名古屋市緑区鳴海町、旧鳴海町、鳴海宿）、夜、矢作（岡崎市矢作町、旧矢作町）。
24日、昼、渡津（豊橋市清須町渡津橋）、夜、橋本（湖西市新居町新居、旧新居町、新居宿）。
25日、昼、引田、夜、池田（磐田市池田、旧池田村、天竜川池田の渡し）。
26日、昼、懸河（掛川市掛川）、夜、菊河（菊川市）。
27日、昼、岡部（藤枝市岡部町岡部、旧岡部町）、夜、手越（静岡市駿河区手越、旧長田村）。
28日、昼、蒲原（静岡市清水区蒲原、旧蒲原町蒲原、蒲原宿）、夜、木瀬河（沼津市大岡字木瀬川、旧大岡村）。
29日、昼、鮎澤（御殿場市新橋鮎沢、旧御厨町、旧々新橋村）、夜、関本。
となる。建長4年（1252年）4月1日の条には、「関本宿を出発して固瀬宿に到着した。少し休んだ後に、稲村ケ崎から鎌倉に入った」とある。

### 鎌倉七切通（鎌倉七口）
鎌倉は三方を山に囲まれ、南に相模湾が面する要害の地として有利な立地であったことから、鎌倉と諸国を結ぶ街道をつなぐために、鎌倉周囲の山を掘り割って切通しが作られた。外部に通じる道に7カ所の切通しがつくられたことから、これらは「七切通し」（鎌倉七口）とよばれ、敵の侵攻に対抗する防御を固める要所でもあった。
七切通しは、朝夷奈切通、亀ヶ谷坂、化粧坂切通、極楽寺坂切通、巨福呂坂切通、大仏切通、名越切通の7カ所であり、鎌倉街道との対応は、上道：化粧坂切通、中道：巨福呂坂切通、下道：朝夷奈切通、京鎌倉往還：極楽寺坂切通、房総三浦鎌倉道：名越切通、とされている。
大仏切通は上道本道とはされていないが、鎌倉市長谷・常盤・笛田に所在し、前述『宴曲抄』「善光寺修行」の由比の浜 - 常葉山 - 村岡のルートに当たる。

### 古道・鎌倉街道の特徴
- なるべく平坦な直線距離を取る[108]。
- 見晴らしがいいように丘陵や台地、微高地の尾根を通る。
- 尾根道の場合、掘割状の凹型の断面となる。幅は騎馬が2列並んで通れる程度[109]で決して広くはない。

## 現況

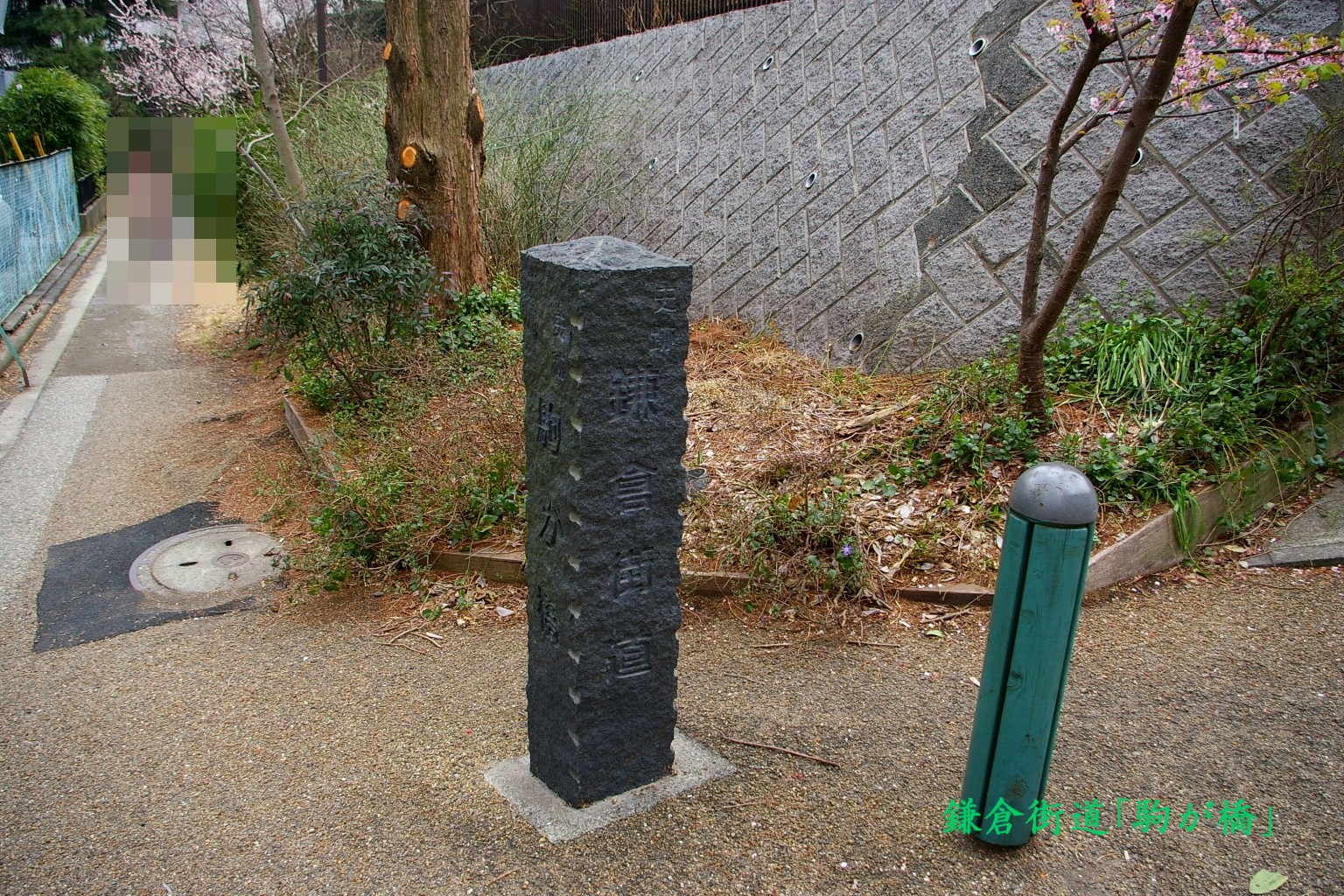
鎌倉街道「駒が橋」。鎌倉時代、源頼朝がこの地を通った時、駒（馬）を橋の代わりに用いたことからこの名称が付けられた。
横浜市港北区

現在でも「古道・鎌倉街道」の面影を残すところ道筋を見ることができる場所もあるものの、「古道・鎌倉街道」は、鎌倉時代の記録に基づき整理されたものか、近世以降の地元民の口伝を整理したものであるか、全てが解明されているわけではない。また発掘調査による報告もあるが、現在「鎌倉街道」とよばれている道路から並行した場所にあることから、「古道・鎌倉街道」がそのまま現在の道路に引き継がれているわけではない。近世以降の地元民の口伝に基づく鎌倉街道は廃れてしまったものもあるが、逆に拡幅されるなどしたものもあると推察されている。2022年には、埼玉県毛呂山町の鎌倉街道上道が鎌倉街道として初めて国の史跡に指定された。
以下に現在「鎌倉街道」と呼ばれる道路等について概説する。

### 歴史の道百選
1996年に文化庁が選定した「歴史の道百選」には、下記の鎌倉街道が含まれている。
- 24　鎌倉街道上道
  - 伊勢根（埼玉県比企郡小川町）～赤浜（大里郡寄居町）、大林坊～川角（入間郡毛呂山町）[112]
- 26　鎌倉街道上総路
  - 三ツ作（千葉県袖ケ浦市）～立野（市原市）
- 29　鎌倉街道七口切通
  - 大仏切通・化粧坂・巨福呂坂・亀ヶ谷坂（神奈川県鎌倉市）・朝夷奈切通（鎌倉市～横浜市）・名越切通（鎌倉市～逗子市）
- 38　鎌倉街道御坂路
  - 金川原～御坂峠（山梨県東八代郡御坂町（現笛吹市）～南都留郡河口湖町（現富士河口湖町））

### 通称としての鎌倉街道
道路の通称として、鎌倉街道と呼ばれるものには以下の路線が存在する。詳細は各項目を参照のこと。
- 東京都道18号府中町田線[113]および神奈川県道・東京都道52号相模原町田線『吾妻鏡』に云う下道（現在は上道と呼ばれるもの）に相当する。
- 甲州街道の鎌倉街道入口交差点(杉並区下高井戸4丁目)から北へ塚山公園東側を通り、神田川、京王井の頭線、井の頭通り、五日市街道、善福寺川等と交差し蛇行しながら杉並区成田東5丁目付近に至る約3.4kmの狭隘道路。
- 神奈川県道21号横浜鎌倉線[114]小袋谷付近までは中道旧経路をほぼ踏襲しているが、そこからは中道から外れて[115]、日野川沿いでは中道下道の連絡路[注釈 39]、上大岡近辺では下道に平行していると考えられている[117]。
- 神奈川県道402号阿久和鎌倉線 - 通称、かまくらみち
- 牛久市道路愛称としての「鎌倉街道」[118][注釈 40]
- 埼玉県日高市大谷沢にある国道407号の交差点名[120][121]。鎌倉街道交差点。鎌倉街道上道と交差している[122]。

### 鎌倉街道の現況
口伝により現在、鎌倉街道と呼ばれる古道・鎌倉往還道のうちには、市道として断続的に名前が残っている箇所もある（東村山市・小平市内などの府中街道に平行するような形態の狭い幅の道路など。その他関東各地に名称が残る）。
大部分が近代の宅地開発や市街地化、道路環境整備などに伴い姿を大きく変えているが、未舗装のままや宿場の街並みが残り、かつての雰囲気を偲ばせる箇所も一部に残る。
- 国分寺市と府中市の市境で黒鐘公園付近にある伝鎌倉街道[125]
- 町田市の町田宿・井出の沢付近から小野路宿付近にかけての旧経路[126]。このうち七国山峠には新田義貞が軍馬に水を与えたという「鎌倉井戸」が残っている[127]。七国山は七国山緑地保全地域に指定されている[128]。
- 上記の小野路宿付近から多摩市南野の一本杉公園にかけて、鎌倉裏街道跡およびその切り通しがあり、整備・保存されている[129]。
- 三芳町竹間沢の古井戸地蔵あたりに残る「鎌倉街道」（三芳町指定文化財）[130]。
- 深谷市畠山「鎌倉街道上道」（深谷市指定文化財・史跡） - 掘割遺構が良好に残る[131][注釈 41]。
- 利根町の鎌倉街道[133]（利根町指定文化財）[134]。下総国府から常陸国府に通じる下道の一部と考えられている[133]。大平-奥山-押戸と繋がっていた[135]。旧鬼怒川の河道（下総国・常陸国の国境、利根と龍ケ崎の間）を渡河する地点にある[136]。

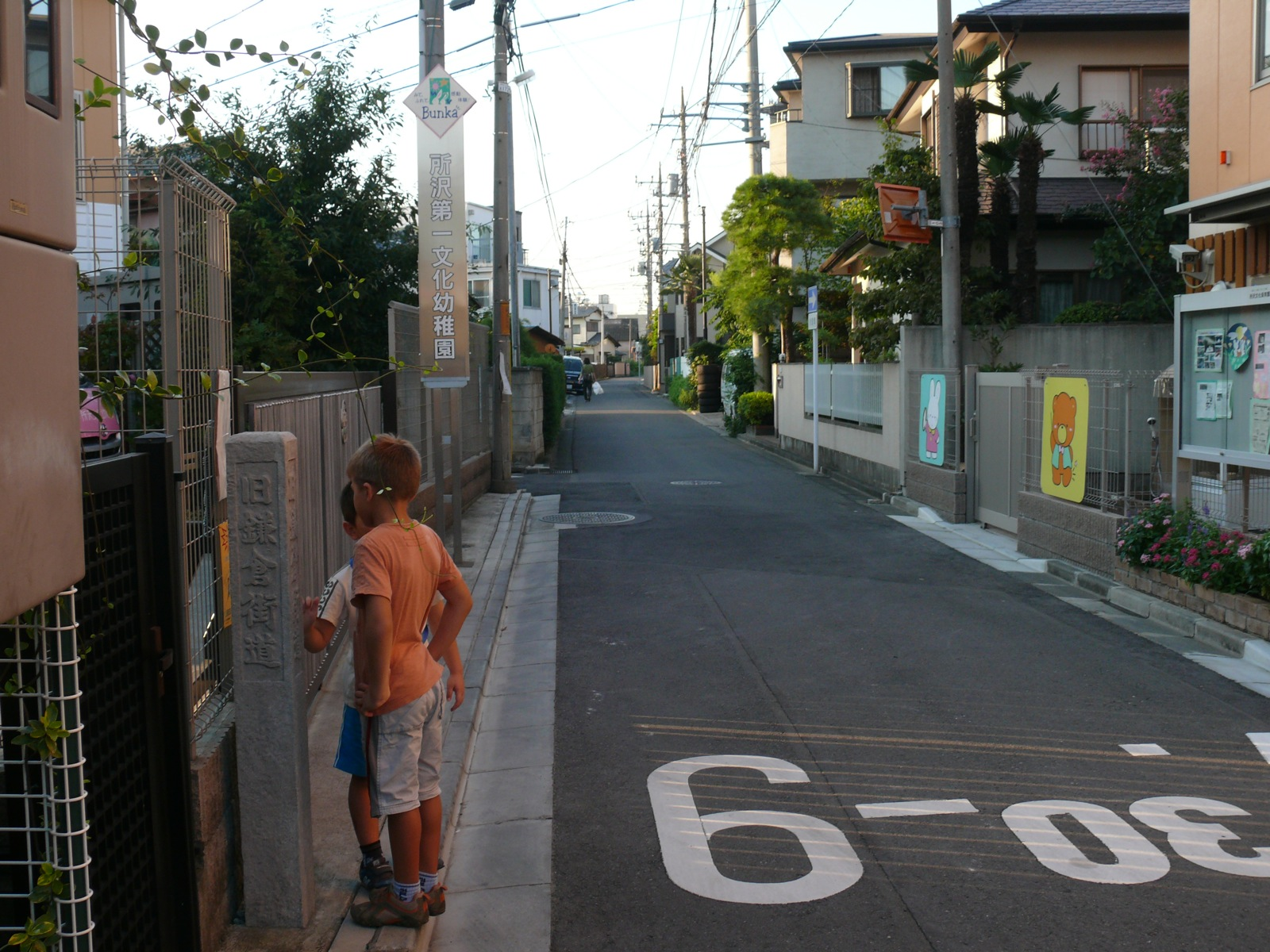
旧鎌倉街道（上道[137]） 埼玉県所沢市星の宮。
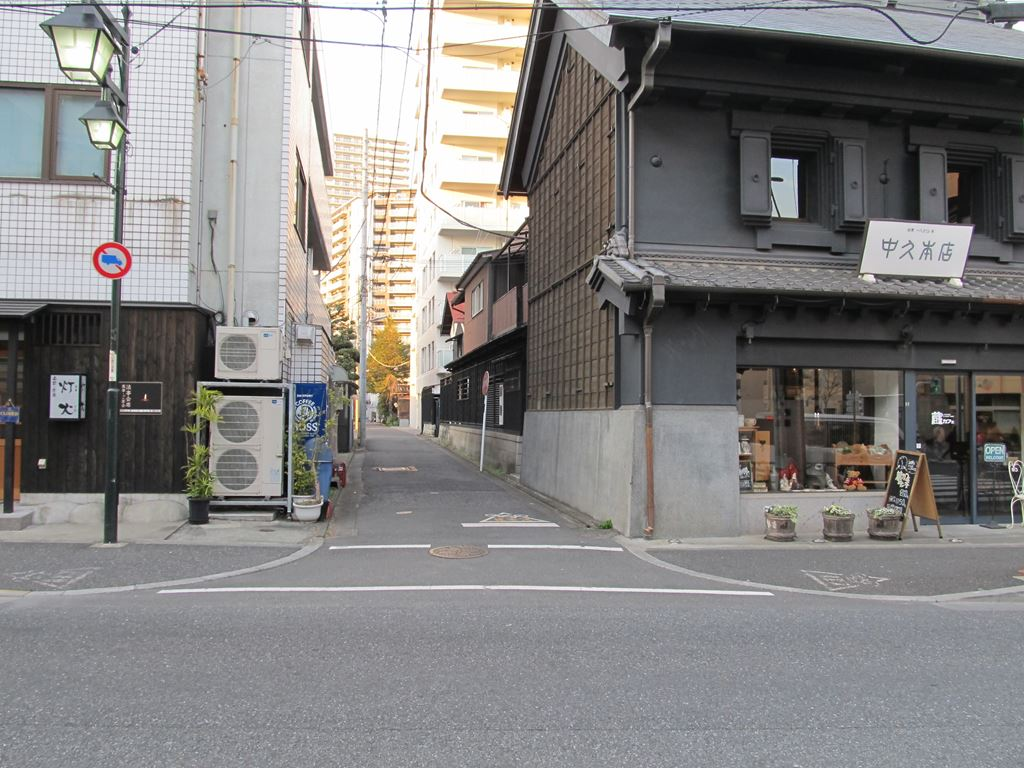
札の辻、旧甲州街道（左右）と旧鎌倉街道の交差。東京都府中市宮西町。川越道起点であった。
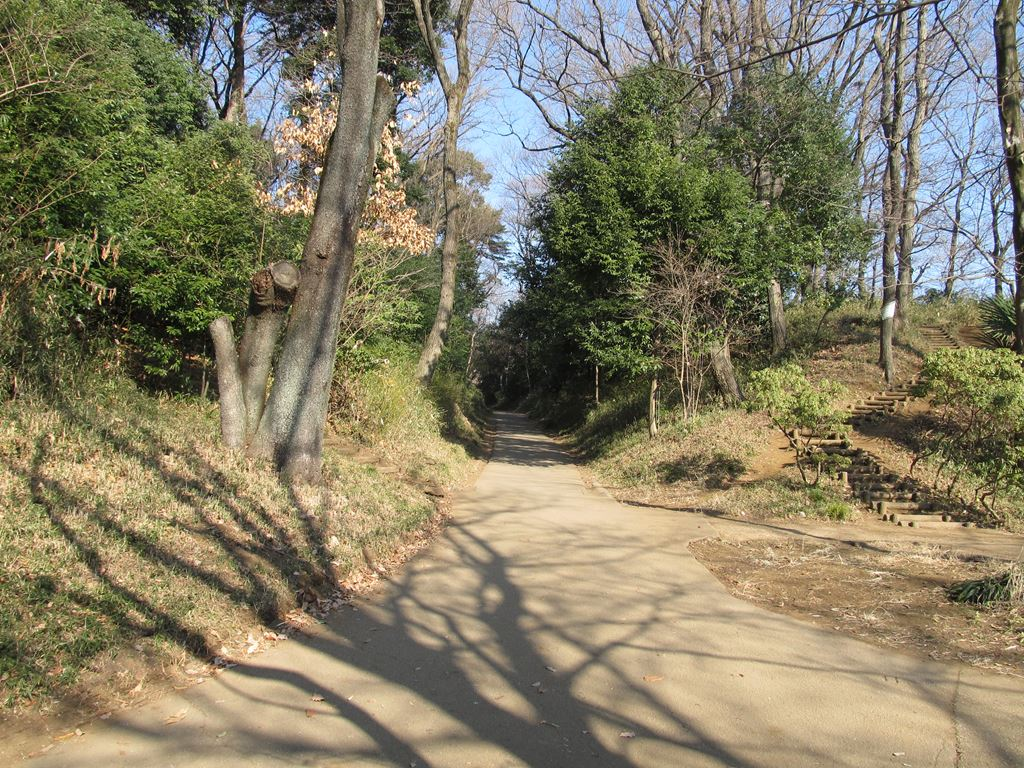
旧鎌倉街道（上道[138]）切通。東京都国分寺市西元町4、伝鎌倉街道[125]。

#### 京鎌倉往還の現況
神奈川県、静岡県、愛知県にも東海道沿いに鎌倉街道跡、旧鎌倉街道、鎌倉古道などと呼ばれる古道の跡が残っている（東海道の項目参照）。
- 箱根町／湯坂路[140][141]
- 三島市／平安・鎌倉古道[101]
- 三島市（三嶋大社の西側の祓所神社から西に延びる道路）[142]
- 安城市／鎌倉街道及び花の瀧伝承地（市指定史跡）[143]
- 刈谷市／祖母神社境内[144]（市指定文化財）[145]
- 豊明市／二村山鎌倉街道（市指定文化財）[146]
- 名古屋市南区[147]